# 拜壂

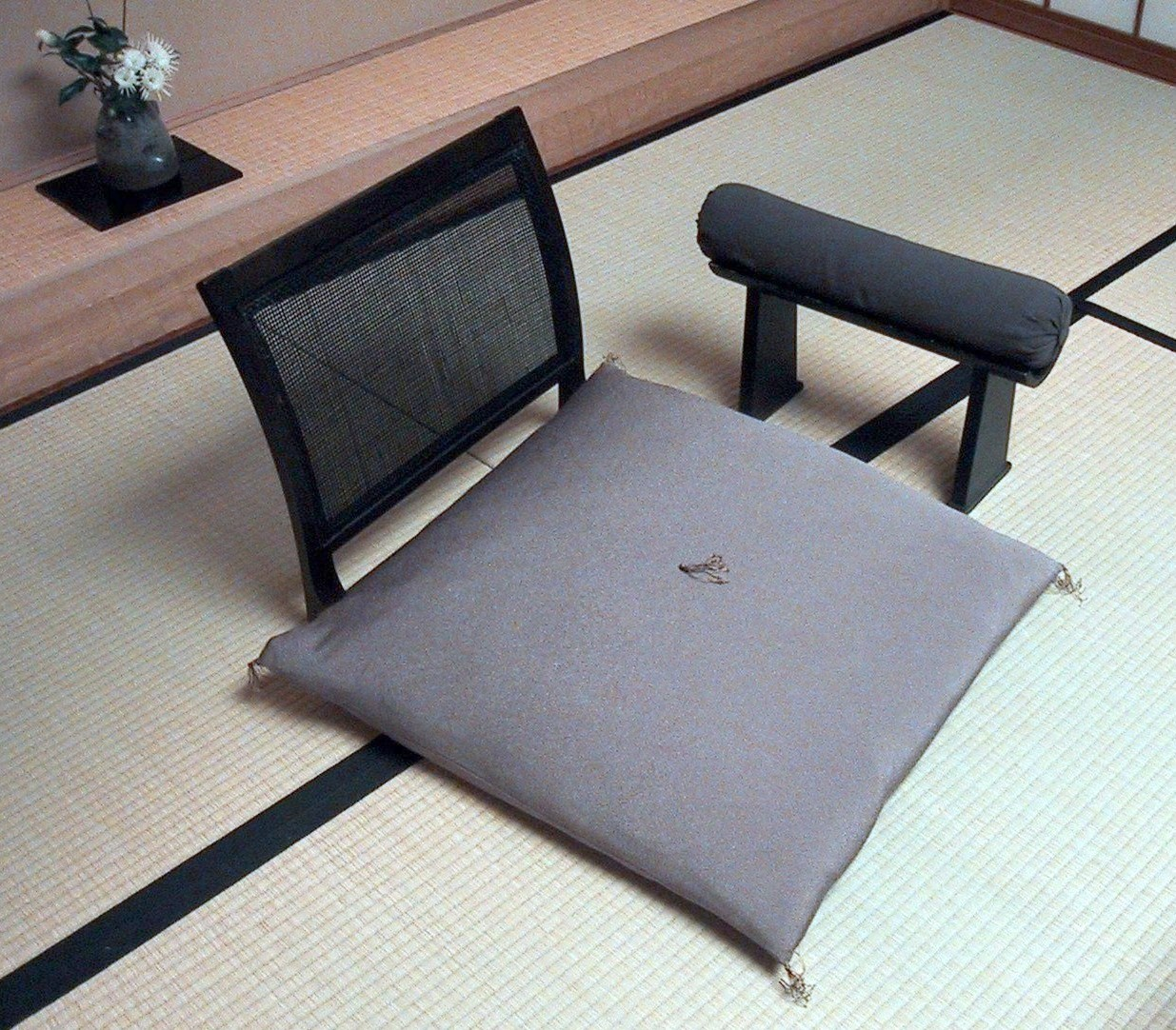
傳統日式椅子,下方四方形的布壂即是拜壂

拜壂，又稱大方壂，日本稱之為座布団，一種生活用具，舖在地上，供人正坐、盤腿坐、遊戲坐或跪著之用。它的形狀通常是方形，在佛教中，經常在禪坐或拜佛時使用它。中國宋代之前以及傳統日式、韓式、琉球式家具中也經常使用它。